# Silja Tillner
Silja Tillner (geboren 1960 in Wien) ist eine österreichische Architektin und Stadtplanerin. Sie ist Gründungsgesellschafterin des Büros Architekten Tillner & Willinger in Wien.

## Leben

### Jugend und Ausbildung
Tillner wuchs in einer ökologiebewussten Familie auf. Sie engagierte sich als Jugendliche in der Anti-Zwentendorf-Bewegung. Als Erwachsene begann sie die aktuelle Stadtplanung zu hinterfragen und menschenwürdige Stadtmodelle zu entwickeln.
Tillner studierte Architektur an der Technischen Universität Wien und an der Akademie der Bildenden Künste Wien in der Meisterklasse von Gustav Peichl. 1988 schloss sie ihr Studium mit dem Diplom ab. Anschließend erhielt sie ein Fulbright-Stipendium für ein Studium an der University of California, Los Angeles (UCLA), das sie 1990 mit einem Master of Architecture abschloss. Titel ihrer Masterarbeit an der UCLA lautete „The End of the Glendale Freeway“ (Das Ende der Glendale-Autobahn) in Silver Lake, in der sie die Kombination aus privaten Verkehrsmitteln und kommunalen Dienstleistungen vorschlug.

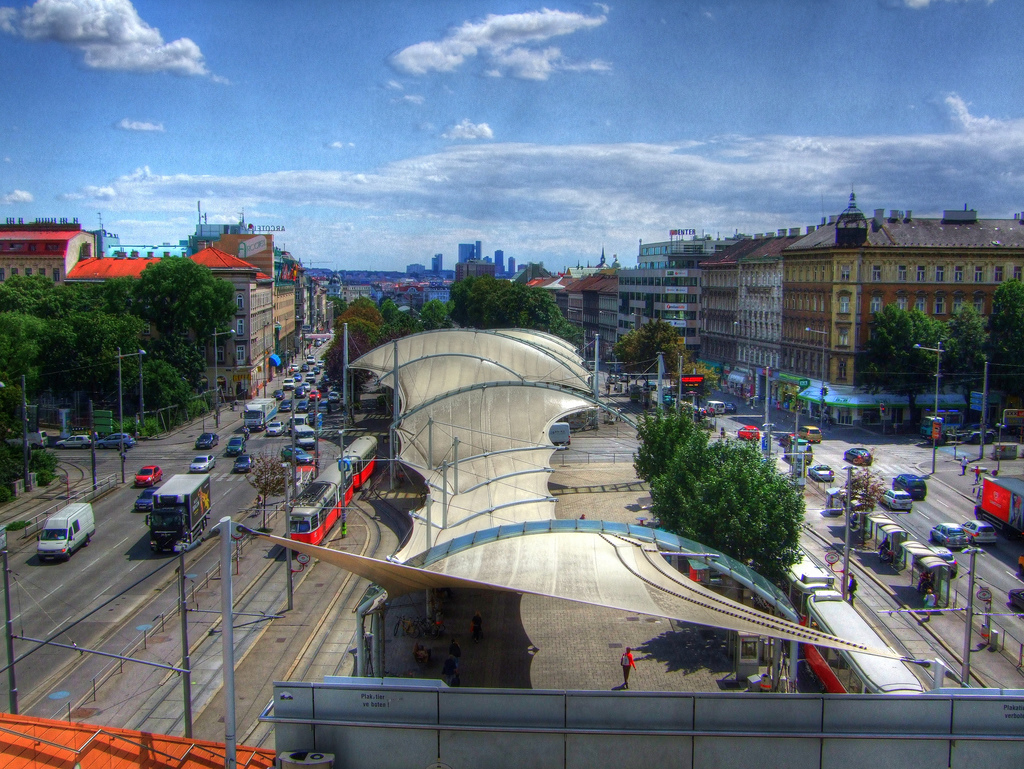
Überdachung am Urban-Loritz-Platz, Wien 1999

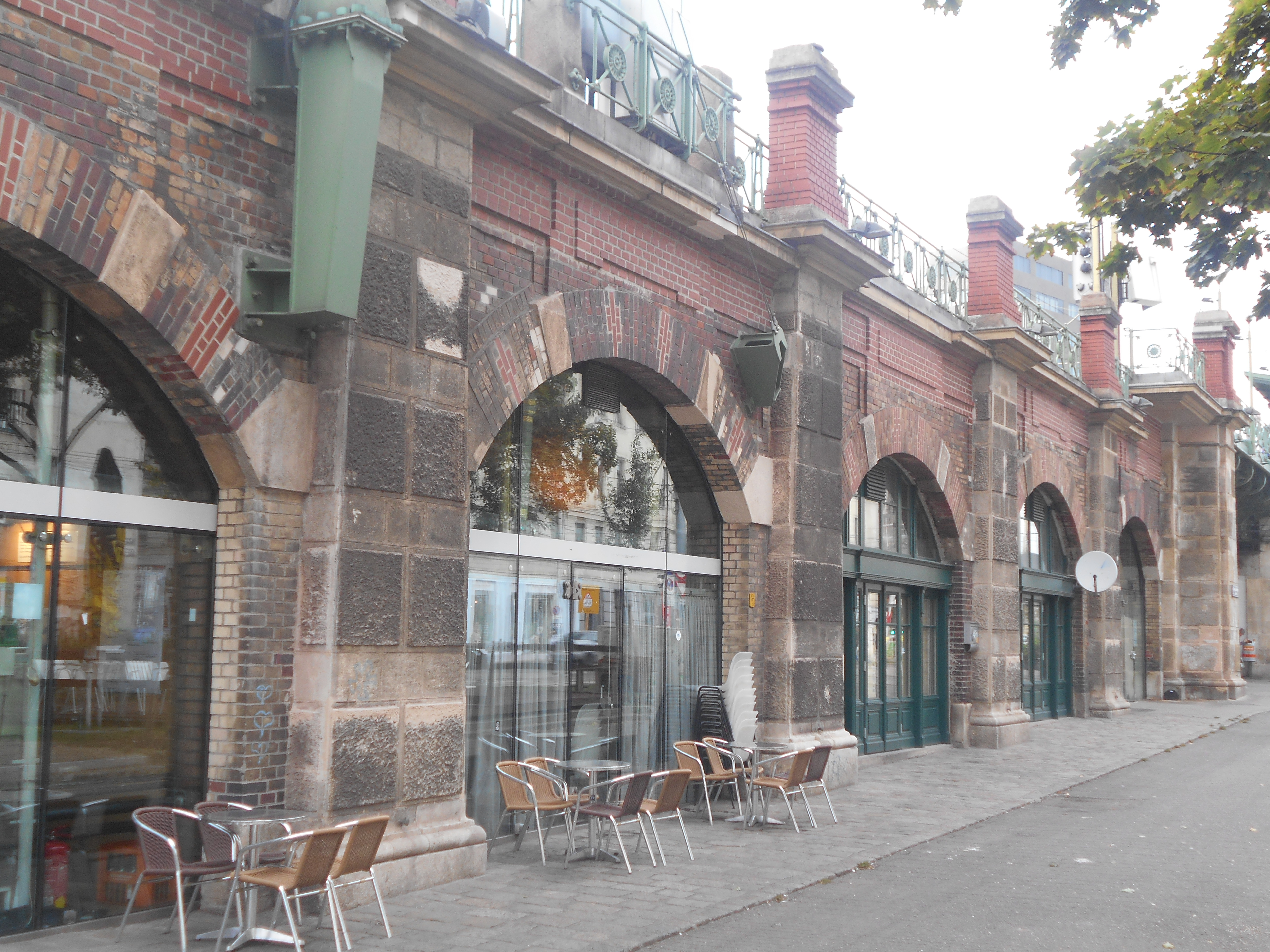
Modernisierte Wiener Stadtbahnbögen 2000

### Architektin und Stadtplanerin
Von 1989 bis 1994 arbeitete Tillner als Stadtplanerin in Los Angeles bei der Urban Innovations Group, im Büro von Hodgetts + Fung, bei der Community Redevelopment Agency (CRA) und schließlich selbständig am „Glendale Corridor Plan“ in Zusammenarbeit mit Gruen Associates. Sie kümmerte sich schon dort in verschiedenen Projekten darum, städtische Unorte – wie öffentliche Plätze, Industriebrachen oder Zwickel zwischen Autobahnen und Gleisanlagen – zu revitalisieren. Im planerischen Fachjargon wird das als „Care and Repair“ bezeichnet. Tillner selbst nennt es „Restlkochen“.

„Ich will den öffentlichen Raum für alle Menschen fair verteilen. Um den Flächenverbrauch zu minimieren, arbeitete ich mit bebauten und bereits erschlossenen Grundstücken“

Zurück in Wien arbeitete Silja Tillner seit 1995 als freie Architektin und Stadtplanerin.
Zu ihren ersten großen und Aufsehen erregenden Projekten gehörte die Neugestaltung des Urban-Loritz-Platzes. Er stellt ein Teilprojekt bei der Neugestaltung des Wiener Gürtels dar, die von der EU seit 1995 gefördert wurde. Das große weiße Membrandach war zunächst als Regenschutz gedacht für die Fußwege zwischen Bibliothek, U-Bahn-Station und Straßenbahnhaltestelle zwischen zwei Hauptverkehrsadern, heute ist es tagsüber Schattenspender und schafft mit seiner nächtlichen indirekten Beleuchtung ein Sicherheitsgefühl für die Passanten: „der größte Lampenschirm der Stadt“.
Ein weiteres Gürtel-Projekt war die Wiederbelebung der Stadtbahnbögen, die ursprünglich von Otto Wagner offen gestaltet wurden, später als Lagerhallen angemietet wurden, teils zugemauert oder mit Pressspanplatten verschalt wurden. Tillner öffnete eine Reihe der Bögen, versah sie vorne und hinten mit Glasfassaden und gestaltete die Innenräume für die Nutzung als Läden oder Lokale. Damit erreichte sie neben der neuen Nutzungsmöglichkeit auch, dass die ursprünglich geplante Transparenz wieder hergestellt wurde.
Auch bei der flexiblen Abdeckung des Innenhofes durch ein weißes Membrandach im Wiener Rathaus hat Tillner eine moderne raumschaffende Lösung gefunden, die zudem die historische Gestalt des historischen Rathauses nicht beeinträchtigt. Mit einer neuartigen Technik gelang es ihr, eine mobile und gleichzeitig stabile Überdachung zu schaffen, die in fünf Minuten aus- oder einfahrbar ist.

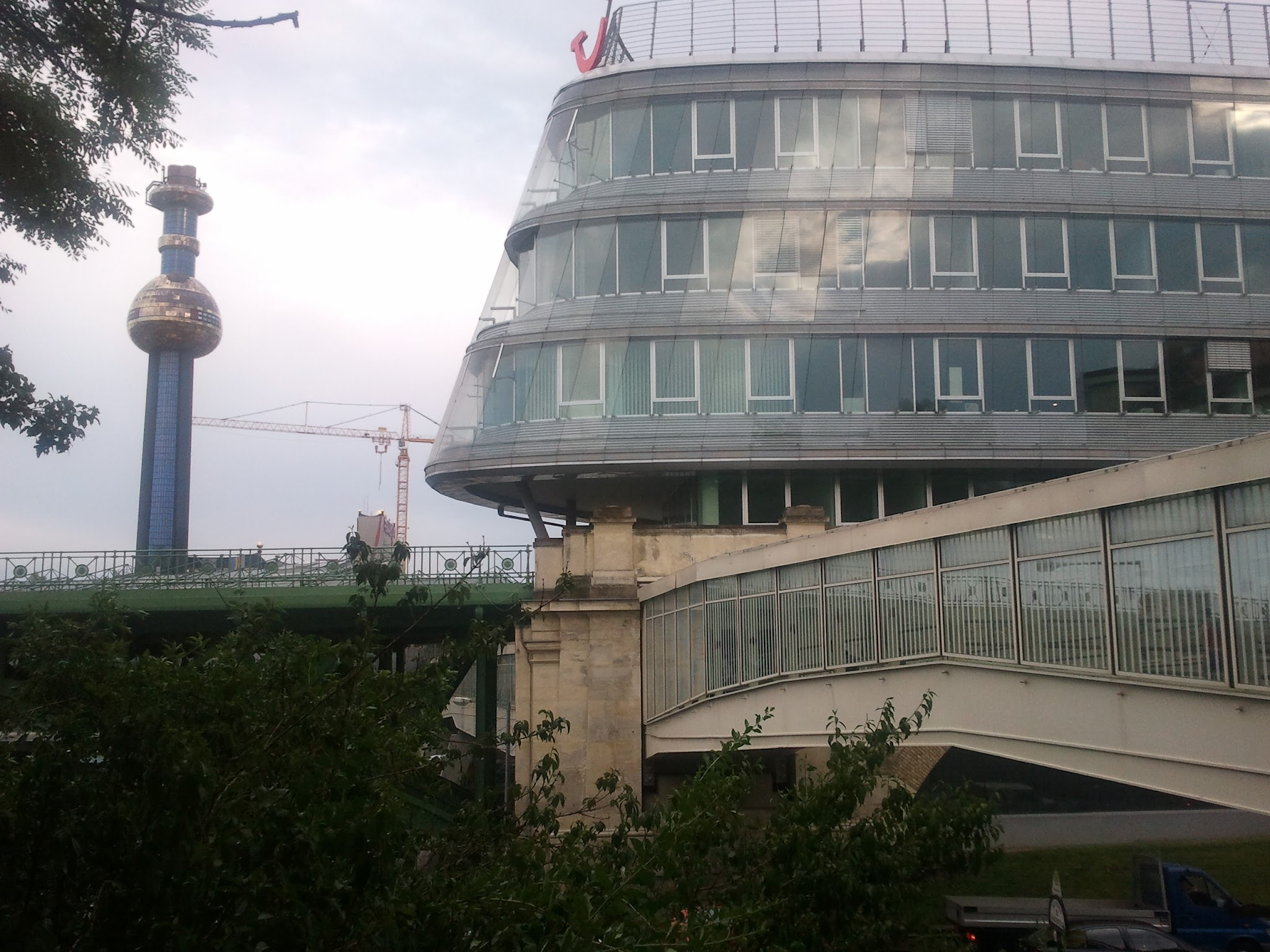
Skyline Spittelau, Wien 2008

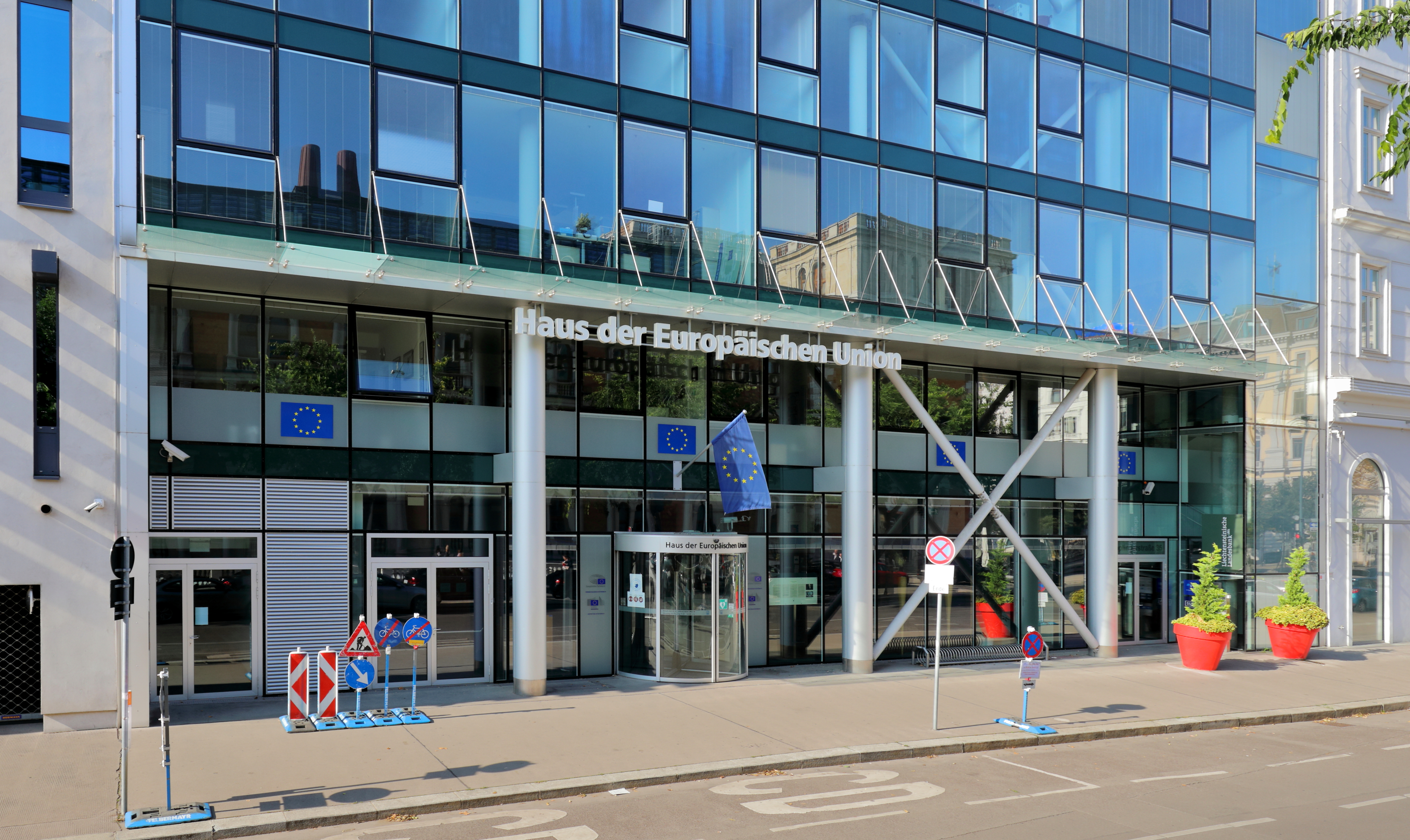
Haus der Europäischen Union, Wien 2009

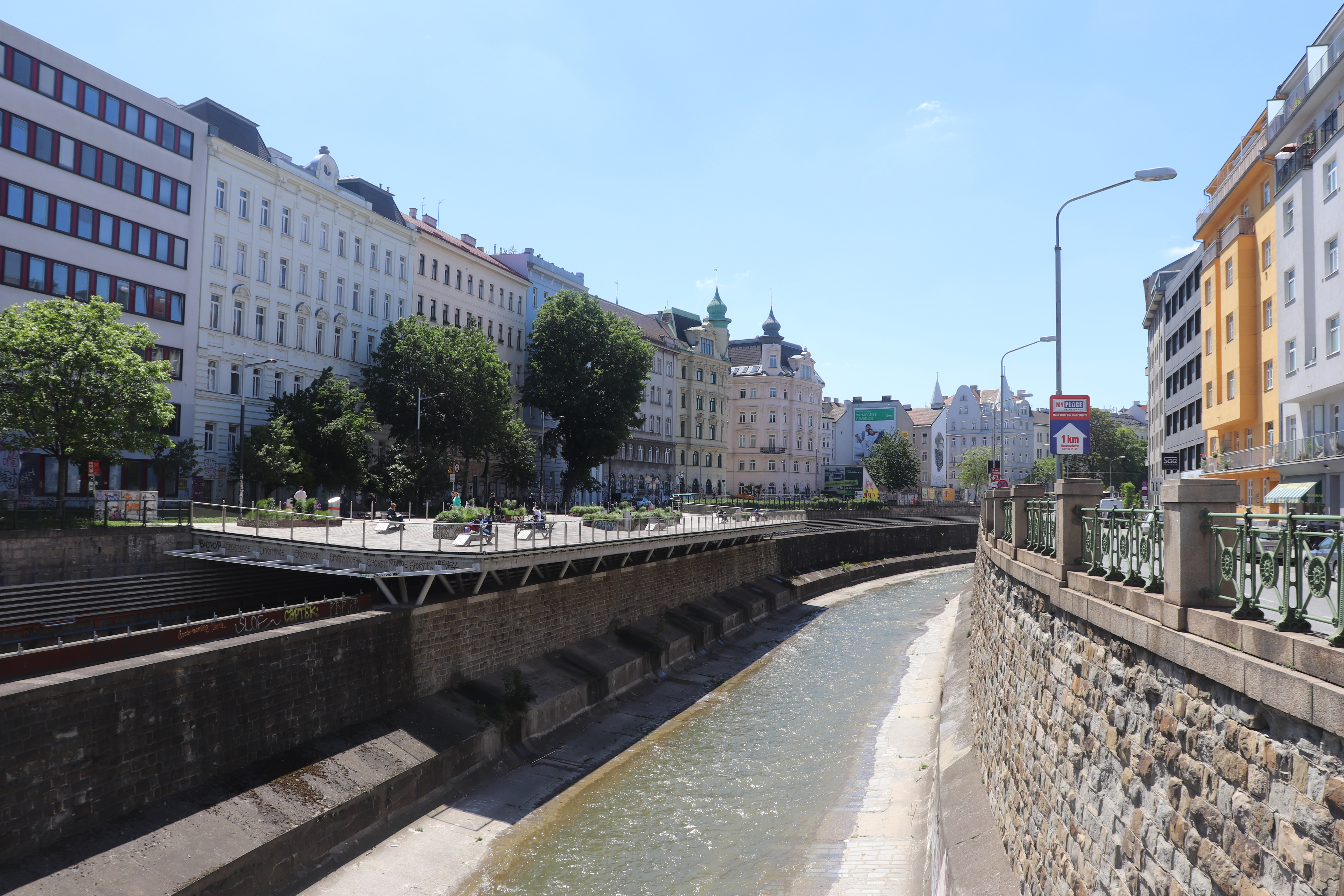
Wientalterrasse, Wien 2015

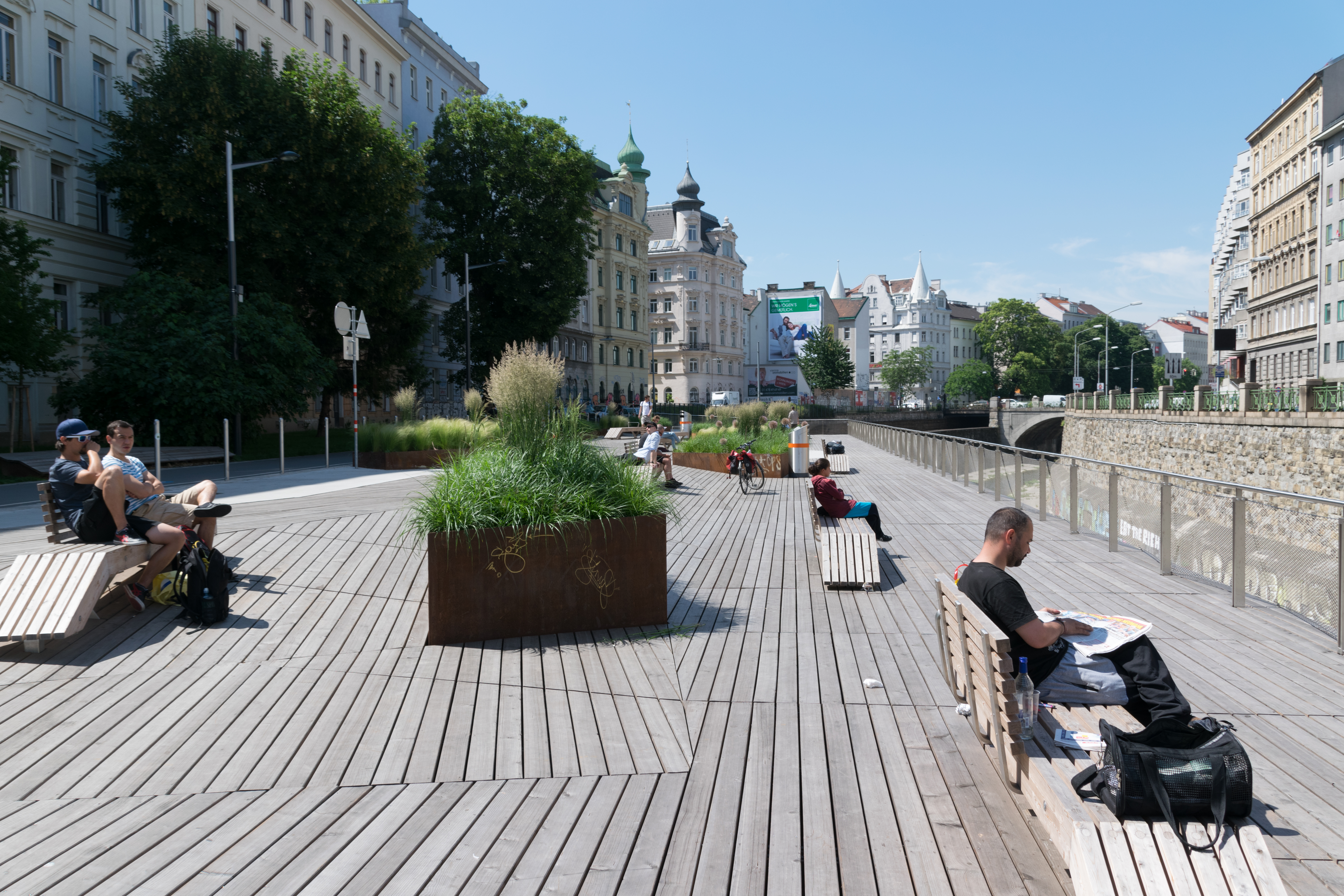
Wientalterrasse, Wien 2015

### Architekten Tillner & Willinger
Die Zusammenarbeit mit Dipl.-Ing. Alfred Willinger begann im Jahr 2003. Bis 2005 nahm er die Büroleitung der Bürogemeinschaft von Silja Tillner und Helmut Richter wahr. Das gemeinsame Unternehmen Tillner & Partner wurde 2005 gegründet und 2007 in Architekten Tillner & Willinger umbenannt. Die Schwerpunkte des Architekturbüros liegen in den Bereichen städtebauliche Studien und Entwürfe, Gestaltung des öffentlichen Raums, Membranbauten, Bürogebäude, städtische Nutzbauten und Wohnbauten.
In der Tillnerschen Tradition der Umnutzung von städtischen Unorten steht das Bürogebäude Skyline Spittelau. Es steht zwischen den Hochgleisen der ehemaligen Heilgenstadtbahn und der Spittelaubahn und erhebt sich in einem eleganten Schwung über Stadtbahnlinien zu einem neuen städtischen Blickfang und trägt zu neuem urbanem Leben bei.

### Lehrtätigkeiten
Noch in den USA hielt Tillner seit 1992 Vorträge über städtebauliche Themen. 2003 unterrichtete sie an der University of Texas at Austin. 2004 bekam sie während der „Semain Internationale“ (Internationalen Woche) eine Gastprofessur an der École Nationale Supérieure d’Architecture de Nancy in Frankreich. 2004/2005 hatte sie einen Lehrauftrag an der Technischen Universität Wien am Institut für Tragwerkslehre, im selben Zeitraum auch eine Gastprofessur für Städtebau an der Universität Innsbruck.

## Auszeichnungen
Silja Tillner und später das Büro Architekten Tillner & Willinger erhielten folgende Preise und Auszeichnungen:
Silja Tillner
- 1996: Mit Gruen Associates: AIUP Award des American Institute of Urban Planning, ein amerikanischer Städtebaupreis für den Glendale Corridor Plan[2]
- 1998: Würdigung für das Wiener Urbion-Projekt (Urban-Westgürtel, Stadtbahnbögen, Urban-Loritz-Platz) bei der Verleihung des Otto-Wagner-Städtebaupreises, verliehen vom Architekturzentrum Wien.[12]
- 2000: Bauhaus Award für das Wiener Urbion Projekt, verliehen von der Stiftung Bauhaus Dessau.[13]
- 2001: ar+d, Winner (ArchitektInnen unter 45)
- 2001: IFAI Award (Preis der Industrial Fabrics Association International) für das Dach des Urban-Loritz-Platzes in Wien.

Architekten Tillner & Willinger
- 2005: LEAF Awards, Winner (Gürtel, Urban-Loritz-Platz, Spittelau) „best regeneration project“ (Gürtel, Urban-Loritz-Platz, Spittelau)
- 2005: Gold Medal Winner bei der Bienal Miami+Beach für das Projekt Vienna Urbion in der Kategorie „landscape architecture / urban design“ für die Revitalisierung Gürtel
- 2009: Zweiter Platz bei der Wahl zum Architekt des Jahres vergeben von ATGA Immobilien & Facility Management

## Projekte
Projekte von Silja Tillner und Architekten Tillner & Willinger:
Projekte von Silja Tillner
- 1999: Urban-Loritz-Platz, Neugestaltung des Verkehrsknotenpunktes zur Revitalisierung der Gürtelregion in Wien.[15]
- 2000: Umgestaltung der Wiener Stadtbahnbögen von Otto Wagner.[8]
- 2000: Flexible Innenhofüberdachung des Wiener Rathauses.[9][16][17]

Projekte von Architekten Tillner & Willinger
- 2004: Marktplatzgestaltung in Opfikon bei Zürich, Schweiz.[18]
- 2008: Skyline Spittelau, Bürogebäude am Gürtel in Wien.[19]
- 2009: Haus der Europäischen Union in Wien, Bürogebäude mit Wohnungen in den obersten Stockwerken.[20]
- 2011: Bürogebäude am Praterstern in Wien.[21]
- 2014: Mautner-Markhof-Gründe, Wohnquartier mit Miet- und Seniorenwohnungen mit Förderung einer gemeinschaftsbasierten Lebensweise und energetisch nachhaltiger Bauweise in Wien.[22]
- 2015: Rietveld-Haus in der Wiener Werkbundsiedlung, originalgetreue Restaurierung des Wohnhauses von Gerrit Rietveld aus dem Jahr 1931.[23]
- 2015: Wientalterrasse, Neuschaffung von öffentlichem Raum über der U-Bahntrasse entlang der Wien.[24]
- 2015: Messecarree B, Studentenwohnheim mit Gemeinschaftsräumen und Gewerbeflächen im 2. Wiener Gemeindebezirk.[25]
- 2015: Beatrixgasse 11, Wohnquartier im 3. Wiener Gemeindebezirk.[26]
- 2018: Restaurant Kiang, Neugestaltung und Erweiterung einer modernen Intervention von Helmut Richter in einem historischen Gebäude in Wien.[27]
- 2019: Marktplatz von Neustadt bei Coburg, Masterplan für die Neugestaltung.[28]
- 2019: Messecarree Nord, Gesamtkonzept für die Messecarrees A, B und C in Wien.[29]
- 2019: Messecarree A, Mehrzweckgebäude für Einzelhandel, Büros und Wohnen in Wien.[30]
- 2021: Eisteichterrassen, Wohnquartier am Hyblerpark in Wien.[31]
- 2021: Quartier Am Seebogen, Wohnquartier mit Einzelhandel und Gemeinschaftsräumen in Wien.[32]

## Veröffentlichungen
- Film and urban design. A dialogue for our cities. Dissertation, vorgelegt an der University of California, Los Angeles. 1990, OCLC 23298600 (englisch).
- Vienna housing, trends and prototypes. An exhibition. Austrian Cultural Institute of New York, New York 1994, OCLC 36268031 (englisch).
- Mit Ursula Kose, Lilli Lička: Richtlinien für eine sichere Stadt! Beispiele für die Planung und Gestaltung sicherer öffentlicher Räume. Im Auftrag der MA 57 - Magistratsabteilung für Frauenförderung und Koordinierung von Frauenangelegenheiten. In: Schriftenreihe Frauen in Wien. Band 1. Frauenbüro - MA 57, Wien 1995, ISBN 978-3-901701-04-7.
- Wien, Urbion. Urban Intervention Gürtel West = Vienna, Urbion / Stadtplanung Wien. Redaktion: Silja Tillner. Übersetzung: S. Szabó, R. O’Donovan. In: Stadtplanung Wien, Magistratsabteilung 18, Stadtentwicklung und Stadtplanung (Hrsg.): Der Stand der Dinge. Wien 2000, ISBN 978-3-902015-14-3 (isocarp.net [PDF]). Inhaltsverzeichnis
- Internationale Stadtplanungs- und Hochhauskonzepte = International planning and highrise concepts. In: Stadtentwicklung Wien, Magistratsabteilung 21A (Hrsg.): Werkstattbericht. Nr. 41. Wien 2001, ISBN 978-3-902015-33-4.
- Mit Annette Baldauf, Christine M. Boyer, Waltraud Ernst, Annette Geiger, Sonja Hnilica, Kari Jormakka, Dörte Kuhlmann, Katharina Weresch, Michael Zinganel: building power. Architektur, Macht, Gender. Hrsg.: Sonja Hnilica, Kari Jormakka, Dörte Kuhlmann, Eva Kail. Luftschacht, Wien 2003, ISBN 978-3-902373-77-9 (dnb.de).
- Mit Sami Rintala, John Nastasi, Stefano Converso, Alexander Roemer, Enric Massip-Bosch, Izaskun Chinchilla Moreno, Anouk Vogel, Adam Kurdahl: MIAW 2010. Re-appriopriation. LetteraVentidue, Siracusa 2011, ISBN 978-88-6242-040-2 (englisch).
- Learning from L.A.: Proceeding from Otto Wagner: The transformation of Vienna’s Westgürtel. Silja Tillner interviewed by Angelus Eisinger. In: Angelus Eisinger, Jörg Seifert (Hrsg.): UrbanRESET. Freilegen immanenter Potenziale städtischer Räume = how to activate immanent potential of urban spaces. Birkhäuser, Basel / Barcelona / New York 2012, ISBN 978-3-0346-0776-6 (deutsch, englisch). Inhalt